# Районы Самары
Город Самара, административный центр одноимённой области, с соответствующим городским округом Самара разделён на 9 внутригородских районов.
В рамках административно-территориального устройства, Самара является городом областного значения, которому подчинены 2 сельских населённых пункта (посёлок Козелки и село Ясная Поляна).
В рамках местного самоуправления, город составляет муниципальное образование со статусом городского округа с внутригородским делением, в который помимо самого города Самара входят посёлок Козелки и село Ясная Поляна.
Внутригородские районы Самары с 2015 года являются внутригородскими муниципальными образованиями соответствующего городского округа с внутригородским делением.
Административное деление Самары на 9 районов существует с 1978 года (с образованием последнего девятого Промышленного района в г. Куйбышев).

## Районы
| № на карте | Название              | Население  | Код ОКАТО  | Код ОКТМО  |
| ---------- | --------------------- | ---------- | ---------- | ---------- |
| 1          | Куйбышевский район    | ↗97 367    | 36 401 378 | 36 701 315 |
| 2          | Самарский район       | ↗30 989    | 36 401 388 | 36 701 335 |
| 3          | Ленинский район       | ↗61 542    | 36 401 383 | 36 701 320 |
| 4          | Железнодорожный район | ↘90 133    | 36 401 364 | 36 701 305 |
| 5          | Октябрьский район     | ↗134 393   | 36 401 385 | 36 701 325 |
| 6          | Советский район       | ↘166 867   | 36 401 392 | 36 701 340 |
| 7          | Промышленный район    | ↘268 899   | 36 401 386 | 36 701 330 |
| 8          | Кировский район       | ↘218 857   | 36 401 368 | 36 701 310 |
| 9          | Красноглинский район  | ↗104 252   | 36 401 373 | 36 701 305 |
| 9.000001   | итого, г. Самара      | ↘1 158 952 | 36 401     | 36 701     |

Красноглинскому району города областного значения и его городского округа подчинены 2 населённых пункта: посёлок Козелки и село Ясная Поляна, которые до 2005 года входили в Красноярский район Самарской области.

### Общая характеристика районов
1. Куйбышевский район
Расположен в южной части города на левом берегу реки Самары.
Территория района составляет 7800 га и поделена на 5 микрорайонов. Состоит из нескольких посёлков: 116 км, 113 км, Кряж, Рубежный, Кирзавод, Озерный, Военный городок, Сухая Самарка, Водники, Совхоз «Кряж», Волгарь.
2. Самарский район
Расположен в юго-западной части Самары.
Территория района составляет 4500 га (без острова Поджабный). Его границами являются:
- Нечётная сторона улицы Льва Толстого от ул. Максима Горького до пересечения с ул. Братьев Коростелёвых;
- Чётная сторона ул. Братьев Коростелёвых;
- Правый берег реки Самары от ул. Братьев Коростелёвых;
- Левый берег реки Волги до ул. Льва Толстого;
- Остров Поджабный — 2700 га[13].

На территории района расположена пешеходная улица Ленинградская, площадь Революции с памятником В. И. Ленину и Хлебная площадь, названная так из-за проводившихся здесь хлебных торгов.
3. Ленинский район
Район является одним из старейших районов города, по сути выполняя роль центра деловой, культурной и административной жизни.
Площадь района составляет 5,4 км². В настоящих границах существует с 20 сентября 1979 года. Границы определены решением Куйбышевского городского Совета народных депутатов от 20.09.1979 г. № 635 «Об утверждении границ районов города Куйбышева».
На территории района расположена площадь Куйбышева, образованная улицами Чапаевской, Вилоновской, Галактионовской и Красноармейской, занимает в сумме 17,4 га. Площадь изначально предусматривалась огромной: 575 м х 325 м и предназначалась для постановки на ней соборного храма столь же грандиозных размеров. Таким храмом стал Самарский кафедральный собор во имя Христа Спасителя и 12-ти апостолов, который строился в течение 25 лет с 1869 по 1894 год.
4. Железнодорожный район
Площадь района 1960 га. На его территории расположен железнодорожный вокзал, 13 крупных промышленных предприятий.
На территории района расположены: парк имени Щорса, МП «Спецкомбинат ритуальных услуг», МП «Самарский метрополитен», государственное учреждение культуры Самарской области «Самарский театр юного зрителя „СамАрт“», кинотеатр «Россия», Самарский физкультурно-спортивный клуб «Локомотив» (структурное подразделение физкультурно-спортивного центра структурного подразделения дирекции социальной сферы структурного подразделения Куйбышевской железной дороги филиала ОАО «РЖД»), специализированная детская юношеская спортивно-техническая школа по военно-прикладному многоборью ДОСААФ России.
В состав район входят посёлки Шмидта и Толевый.
5. Октябрьский район
Октябрьский район занимает центральное положение в городской застройке. Район занимает площадь 1610 га.
В районе 72 учебных заведения, 52 учреждения здравоохранения, 14 учреждений культуры: библиотеки областного и районного масштаба, музеи, детские музыкальные школы.
Зарегистрировано более 5000 юридических лиц. На средних и крупных промышленных предприятиях района работают 13672 человека.
На территории района расположены: Загородный парк, Ботанический сад, Площадь героев (21 армии), культурно-развлекательные центры «Звезда», и «Кинап».
6. Советский район
Район расположен в северо-восточной части города. Площадь района — 48,5 км². До 1939 года район был местом земельных угодий и дач.
В границах Советского района располагается парк культуры и отдыха имени Юрия Гагарина, парк культуры и отдыха «Дружба», парк культуры и отдыха «Молодёжный» (бывший парк имени 50-летия ВЛКСМ), сквер имени Михаила Калинина.
На территории района находится множество образовательных учреждений города: Самарский государственный экономический университет, Самарский государственный университет путей сообщения, корпуса авиационного и машиностроительного техникумов, корпус Поволжской государственной социально-гуманитарной академии.
7. Промышленный район
Район расположен в северо-восточной части города. Промышленный район имеет протяжённость 12,3 км с северо-запада на юго-восток и ширину (в среднем) 2,4 км. Площадь района составляет 4,86 тысяч га.
Промышленный — один из крупнейших районов города с численностью населения 279 тысяч человек. По количеству постоянно проживающего населения Промышленный район занимает 2 место по Самарской области и 1 среди районов города.
На территории района расположено 18 крупных и средних промышленных предприятий, среди которых такие как «Кузнецов», Завод имени Тарасова, а также крупные торговые центры и моллы.
В состав района входит Приволжский микрорайон.
8. Кировский район
Район занимает северо-восточную часть территории городского округа Самара и граничит с Промышленным и Красноглинским районами городского округа и Волжским сельским районом Самарской области. Район является одним из крупнейших в городе Самаре (87,5 км²), с мощным экономическим, научным и инженерно-техническим потенциалом, творческими достижениями и традициями.
В состав района входит значительная часть массива Безымянки, Аэропорт-2, 15-й микрорайон, Металлург, посёлок Зубчаниновка, посёлок Падовка, посёлок Чкалова, посёлок Радиоцентр, посёлок 18 км Московского шоссе, жилой микрорайон Сорокины хутора.
На территории района располагаются такие крупные предприятия, как: АО РКЦ-Прогресс, ЗАО Алкоа-СМЗ, ОАО Авиакор-авиационный завод, Шоколадная фабрика «Россия»
На территории района расположены объекты культурно-спортивного, социального, торгового и мемориального значения: культурно-досуговые центры на площади им. Кирова и П. П. Мочалова, стадион «Металлург», кинотеатр «Луч», дом ветеранов Великой Отечественной войны, учебно-спортивный центр «Грация», Вечный огонь в парке 50-летия Октября и памятник самолёту-штурмовику «Ил-2», торгово-развлекательный центр «Вива лэнд», торговый центр «Metro Cash & Carry», Castorama-гипермаркет строительных материалов, «Ашан» — гипермаркет, торгово-развлекательный комплекс «Московский», кинотеатр «Каро-фильм», аквапарк «Виктория».
На территории района находится Кировский мост через реку Самара. В настоящее время на территории района строится стадион к ЧМ-2018 «Самара-арена»
9. Красноглинский район
Район занимает 147 км² и находится в получасе езды из центра Самары, является зелёной зоной в черте крупнейшего индустриального центра. Район обладает природными ресурсами общенациональной значимости. Сокольи горы, леса первой категории, луговые просторы, непосредственная близость к рекам Волге и Сок определяют его экологические достоинства.
В состав района входят пять посёлков (пгт Берёза, пгт Управленческий, п. Мехзавод, п. Красная Глинка, п. Прибрежный) и микрорайон Крутые Ключи.
На территории района находятся ряд крупных промышленных предприятий: ЗАО ГК «Электрощит»-ТМ Самара", ОАО «СНТК им. Н. Д. Кузнецова», Филиал «НИЦ-НК» (п. Прибрежный), ОАО «Кузнецов», завод PepsiCo, ОАО «Салют».

### История
В 1932 году в Самаре были образованы Дзержинский и Фрунзенский районы, в 1933 году — Ленинский, в 1936 году — Пролетарский, Молотовский, переименованный 10 августа 1957 года Указом Президиума Верховного Совета РСФСР в Советский, и Сталинский, переименованный в 1962 году в Октябрьский.
13 марта 1942 года Указом Президиума Верховного Совета РСФСР за счёт разукрупнения Молотовского (позже Советского) городского района и включения в город Зубчаниновского сельского совета Молотовского сельского района Куйбышевской области был создан Кировский район города, а севернее также был впервые образован Красноглинский район (в сентябре 1946 г. последний был включён в состав Кировского района, но вновь воссоздан 22 февраля 1952 года Указом Президиума Верховного Совета РСФСР и на основании решения № 200 от 28 февраля 1952 года исполкома Куйбышевского городского Совета депутатов трудящихся).
10 августа 1943 года Указом Президиума Верховного Совета СССР за счёт разукрупнения Дзержинского района, на месте бывшего пристанционного посёлка Кряж, посёлка Засамарская слобода и прилегающих к ним земель в связи с необходимостью строительства здесь нефтеперерабатывающего завода, был выделен Куйбышевский район города.
В 1956 году ряд районов был упразднён (Дзержинский, Пролетарский, Фрунзенский), после чего 7 августа 1956 года Указом Президиума Верховного Совета СССР был образован Самарский район города. К 1963 году в городе выделялись Кировский, Красноглинский, Куйбышевский, Ленинский, Октябрьский, Самарский, Советский районы. 11 декабря 1970 года Указом Президиума Верховного Совета РСФСР образован Железнодорожный район, 5 апреля 1978 года — Промышленный район (за счет части территорий Кировского, Октябрьского и Советского районов).